# Кучуровский
Кучуровский —  хутор  в Кумылженском районе Волгоградской области России. Входит в состав  Кумылженского сельского поселения. Население 87 чел. (2010).

## История
В соответствии с Законом Волгоградской области от 14 февраля 2005 года № 1006-ОД «Об установлении границ и наделении статусом Кумылженского района и муниципальных образований в его составе» хутор вошёл в состав образованного Кумылженского сельского поселения.

## География
Расположен в  западной части региона, в лесостепи, в пределах Хопёрско-Бузулукской равнины, являющейся южным окончанием Окско-Донской низменности, у рек Старый Хопёр и Протока.
Улиц три: ул. Варгунка, ул. Заречная и ул. Островок.
Абсолютная высота 68 метров над уровнем моря.

## Население
| 2010 |
| ---- |
| 87   |

Гендерный состав
По данным Всероссийской переписи населения 2010 года в гендерной структуре населения из 87 человек мужчин — 47, женщин — 40 (54,0 и 46,0 % соответственно).
Национальный состав
Согласно результатам переписи 2002 года, в национальной структуре населения
русские составляли  95 % из общей численности населения в 109 чел. .

## Инфраструктура
Личное подсобное хозяйство.
Ведется газификация хутора. Строительство газопровода в х. Кучуровский включено в областную целевую программу «Газификация Волгоградской области на 2013—2017 годы»

## Транспорт
стоит на автодороге муниципального значения. Просёлочные дороги. 